# Усть-Терсюк
Усть-Терсю́к (рос. Усть-Терсюк) — присілок у складі Шатровського району Курганської області, Росія. Входить до складу Комишевської сільської ради.
Населення — 3 особи (2010, 21 у 2002).
Національний склад станом на 2002 рік: росіяни — 95 %.